# Nils Nestrup
Nils Nestor Nestrup (i riksdagen kallad Nestrup i Halmstad), född 22 december 1894 i Slimminge församling, Malmöhus ländöd 1 november 1965 i Sankt Nikolai församling,  Hallands län, var en svensk adjunkt och politiker (folkpartist).
Nils Nestrup, som kom från en bondefamilj, blev lärare vid mellanskolan i Malmköping 1918 och därefter adjunkt vid samrealskolan i Höganäs 1931 och vid högre allmänna läroverket i Halmstad 1942. Han var ledamot i Malmköpings köpingsfullmäktige samt 1945–1951 i Halmstads stadsfullmäktige. Han var även ledamot i landstingsfullmäktige i Hallands län 1951–1965.
Han var riksdagsledamot i andra kammaren för Hallands läns valkrets från höstsessionen 1950 till nyvalet 1958, då han miste sin plats. Han invaldes därefter i första kammaren för Kronobergs läns och Hallands läns valkrets och satt där 1959–1962. I riksdagen var han bland annat ledamot av allmänna beredningsutskottet 1953 samt 1957–1962. Han var främst aktiv inom utbildningsfrågor. Han skrev 48 egna motioner i riksdagen, med koncentration på utbildningspolitiska frågor, särskilt de allmänna läroverkens ekonomi och organisation.